# Девр
Девр (фр. Desvres) је насељено место у Француској у региону Север-Па д Кале, у департману Па де Кале.
По подацима из 2011. године у општини је живело 5190 становника, а густина насељености је износила 550,96 становника/km².

## Демографија
| 1962. | 1968. | 1975. | 1982. | 1990. | 2011. |
| ----- | ----- | ----- | ----- | ----- | ----- |
| 5.518 | 5.789 | 5.828 | 5.573 | 5.318 | 5.190 |